# Leértékelés (pénzügy)
Egy fizetőeszköz leértékelése más fizetőeszközzel vagy fizetőeszközökkel szembeni árfolyamértékének adminisztratív csökkentését jelenti, ami rövid távon ösztönzi az adott ország exportját és drágábbá teszi az importját. Rögzített, vagy részben rögzített árfolyamrendszerekben értelmezhető, hiszen a szabadon lebegő fizetőeszközök árfolyamát a piac határozza meg, a kormányzat, illetve a jegybank legfeljebb csak befolyásolni képes (kivéve, ha az árfolyamrendszert is megváltoztatják).
Ellentéte a felértékelés, amikor a fizetőeszközt adminisztratív módszerrel árfolyamában (árfolyamaiban) értékesebbé teszik.
A leértékelés megkülönböztetendő a leértékelődéstől. Utóbbi azt jelenti, hogy a fizetőeszköz a pénzügyi piacokon veszít értékéből (tehát nem az árfolyamrendszer adminisztratív megváltoztatása révén).
Megkülönböztetendő az inflációtól is, amely a fizetőeszköznek nem más fizetőeszközökhöz, hanem a hazai árukhoz és szolgáltatásokhoz viszonyított értékvesztését méri.
Nincs köze a leértékeléshez, illetve felértékeléshez annak sem, ha megváltoztatják egy pénz egységeinek nominális értékét, ami nem több, mint formális változás. (Például ha a bankjegyeket és érméket olyan bankjegyekre és érmékre cserélik, amelyeken egytizedével nagyobb vagy kisebb összeg szerepel.) Ebben az esetben a más fizetőeszközökhöz viszonyított érték változatlan marad, akkor is, ha az árfolyamokban jobbra, vagy balra áthelyeződik a tizedesjel. (A "nullák" levágására Magyarország környezetében az elmúlt évtizedekben Lengyelországban és Romániában volt példa.)

## Régen
Történetileg, a fizetőeszközök tipikusan aranyból vagy ezüstből vert érmék voltak, amelyekben a kibocsátó határozta meg a súlyát-méretét és a nemesfémtartalmát. A kevés nemesfémmel rendelkező, vagy pénzszűkében lévő kibocsátók csökkenthették az érmék súlyát vagy nemesfémtartalmát, kijelentve, hogy ugyanannyit érnek, mint a korábbi érmék - ezzel tulajdonképpen leértékelve a fizetőeszközt. Az I. Erzsébet angol királynő uralkodása alatt felismert Gresham-szabály szerint „a rossz pénz kiszorítja a jót”. (Azaz, ha a tiszta arany érmék és a rosszabb minőségű érmék hivatalosan ugyanannyit érnek, az emberek hajlamosak a rossz érméket használni a fizetési forgalomban, az aranyérméket pedig tezaurálni, azaz félretenni, vagy beolvasztani.)
Később, amikor már papírpénzeket bocsátottak ki, a kormányok sokáig aranyra vagy ezüstre válthatóságukat szavatolták (aranystandard). Ilyenkor az arany- vagy ezüstszűkében lévő kormányzat úgy értékelhette le a fizetőeszközt, hogy hirtelen csökkentette az átváltásnál járó nemesfémmennyiséget. Ahol ezt gyakran csinálták, a pénz felhasználói úgy védekeztek, hogy elkezdték az aranyat vagy az ezüstöt keresni és félretenni a pénz helyett, és ilyenkor gyakran előfordult, hogy a Gresham-szabály érvényesülését megakadályozandó, a kormányzat megtiltotta a nemesfém-felhalmozást.

## A modern gazdaságokban
A jelenlegi pénzek általában úgynevezett hitelpénzek, amelyeknek fizikai formájukban nincs az értéke. Piaci értéküket alapvetően a pénzkínálat és pénzkereslet összjátéka szabja meg. Egyes országok fizetőeszköze szabadon lebeg, másoké részben, vagy egészben rögzített, az amerikai dollárhoz vagy más valutákhoz képest. A rögzített árfolyamrendszerekhez gyakran a tőkeáramlás valamiféle állami kontrollja kötődik, vagy az állam a devizatartalékait használva befolyásolja az árfolyamot. Ha egy rögzített árfolyamrendszerrel rendelkező állam külkereskedelmi mérlege rendszeresen jelentős tőkekiáramlást mutat, az állam a fizetőeszköz leértékelésének eszközéhez nyúlhat, ami legalábbis rövid távon serkentheti az exportot és visszafoghatja az importot, javítva az állam külső egyensúlyát. (A jelentős külkereskedelmi többletek, illetve tőkebeáramlások ezzel szemben felértékeléshez vezethetnek.) A leértékelés azonban csak akkor csökkenti a külkereskedelmi hiányt, ha teljesül a Marshall-Lerner feltétel: ha az import-és az exportáruk iránti kereslet árrugalmasságának összege nagyobb mint 1.
Ha egy fizetőeszköznek létezik nyílt piaca és kialakul az a várakozás, hogy hamarosan leértékelik, a spekulánsok hajlamosak eladni és ha az állam a devizatartalékok eladásával védi az árfolyamot, a tartalékok fogyasztásával nyomás alá helyezhetik, hogy végül tényleg leértékeljen. Ha a spekulánsok felvásárolják a teljes devizatartalékot, az adott állam számára fizetési mérleg válság állhat elő. Paul Krugman és Maurice Obstfeld elméleti modellje szerint fizetési mérleg válság akkor áll elő, ha a reálárfolyam (az országok relatív áraival kiigazított árfolyam) megegyezik a nominális árfolyammal (a deklarált árfolyam). (Krugman, Paul and Maurice Obstfeld. International Economics (2000), Chapter 17 [Appendix II]). A gyakorlatban a válságok tipikusan azután jöttek, amikor a reálárfolyam a nominalis árfolyam alá értékelődött le. Ennek az az oka, hogy a spekulánsok nem rendelkeznek tökéletes információkkal; jóval azután jönnek rá, hogy a devizatartalékok alacsonyak, hogy a reálárfolyam zuhant. Ilyen körülmények között egy fizetőeszköz értéke rendkívüli gyorsasággal apadhat le. Ez történt például az 1994-es mexikói válság során.

## Fordítás
- Ez a szócikk részben vagy egészben  a   Devaluation című angol Wikipédia-szócikk ezen változatának fordításán alapul.  Az eredeti cikk szerkesztőit annak laptörténete sorolja fel. Ez a jelzés csupán a megfogalmazás eredetét és a szerzői jogokat jelzi, nem szolgál a cikkben szereplő információk forrásmegjelöléseként.